# تل قلعه قاضیان
تل قلعه قاضیان مربوط به سده‌های میانه دوران‌های تاریخی پس از اسلام است و در شهرستان خرم بید، بخش مرکزی، دهستان خرمی، ۵ کیلومتری جنوب شرقی روستای قاضیان واقع شده و این اثر در تاریخ ۷ اسفند ۱۳۸۶ با شمارهٔ ثبت ۲۱۴۳۷ به‌عنوان یکی از آثار ملی ایران به ثبت رسیده‌است.